# Sphenopteris
Sphenopteris era um gênero que tinha folhas do tipo frondes, com várias espécies de plantas extintas. Incluem as samambaias, mas na maior parte com sementes para a reprodução da planta, tais como as Lyginopteris. Plantas vascularizadas.

## Biologia
A fronde da Sphenopteris poderia ser de até 51 centimetros de comprimento.

## Localização
No Brasil, fosseis do gênero Sphenopteris, foram localizadas no afloramento Morro Papaléo  no município de Mariana Pimentel. Estão na Formação Rio Bonito e datam  do Sakmariano, no Permiano.